# Championnat d'Italie de rugby à XV 2021-2022
Navigation
Top 10 2020-2021 Top 10 2022-2023
Le championnat d'Italie de rugby à XV 2021-2022 ou Top 10 2021-2022 oppose les dix meilleures équipes italiennes de rugby à XV. Le championnat débute le 25 septembre 2021 et doit se terminer par une finale prévue le 28 mai 2022.

## Liste des équipes en compétition
| Calvisano Colorno Lazio Rome Piacenza Mogliano Padoue Reggio d'Émilie Rovigo Fiamme Oro Viadana |

| Équipe                     | Stade                                                   | Capacité | Ville           |
| -------------------------- | ------------------------------------------------------- | -------- | --------------- |
| Rugby Calvisano            | Stade communal San Michele                              | 5 000    | Calvisano       |
| Rugby Colorno 1975         | Stadio Gino Maini                                       | 1 000    | Colorno         |
| Fiamme Oro Rugby           | Centro Sportivo della Polizia di Stato di Ponte Galeria | 1 348    | Rome            |
| Lazio Rugby 1927           | Centre sportif Giulio-Onesti                            | 1 036    | Rome            |
| Sitav Rugby Lyons          | Stadio Walter Beltrametti                               | 3 000    | Plaisance       |
| Mogliano Rugby 1969        | Stade Maurizio-Quaggia                                  | 786      | Mogliano Veneto |
| Petrarca Rugby             | Stadio Plebiscito                                       | 12 215   | Padoue          |
| Valorugby Emilia           | Stade Mirabello                                         | 4 500    | Reggio d'Émilie |
| Femi-CZ Rugby Rovigo Delta | Stade Mario-Battaglini                                  | 5 500    | Rovigo          |
| Rugby Viadana 1970         | Stade Luigi-Zaffanella                                  | 6 000    | Viadana         |

## Résumé des résultats

### Classement de la phase régulière
| Rang | Club            | J  | V  | N | D  | Pm  | Pe  | Diff | Pts |
| ---- | --------------- | -- | -- | - | -- | --- | --- | ---- | --- |
| 1    | Petrarca Padoue | 18 | 16 | 0 | 2  | 623 | 304 | +319 | 78  |
| 2    | Rugby Rovigo    | 18 | 14 | 0 | 4  | 604 | 344 | +260 | 67  |
| 3    | Reggio          | 18 | 13 | 0 | 5  | 634 | 428 | +206 | 66  |
| 4    | Rugby Calvisano | 18 | 11 | 1 | 6  | 529 | 407 | +122 | 55  |
| 5    | Colorno         | 18 | 9  | 1 | 8  | 553 | 560 | -7   | 45  |
| 6    | Fiamme Oro      | 18 | 9  | 0 | 9  | 497 | 533 | -36  | 43  |
| 7    | Rugby Viadana   | 18 | 5  | 1 | 12 | 417 | 577 | -160 | 28  |
| 8    | Lyons Piacenza  | 18 | 6  | 1 | 11 | 410 | 619 | -209 | 28  |
| 9    | Mogliano SSD    | 18 | 4  | 0 | 14 | 415 | 600 | -185 | 23  |
| 10   | SS Lazio        | 18 | 1  | 0 | 17 | 437 | 747 | -310 | 12  |

|  | Qualifiés pour les phases finales (no 1, no 2, no 3, no 4). |
|  | Relégué (no 10).                                            |

Attribution des points : victoire sur tapis vert : 5, victoire : 4, match nul : 2, défaite : 0, forfait : -2 ; plus les bonus (offensif : 4 essais marqués ; défensif : défaite par 7 points d'écart ou moins).

### Phase finale
Les quatre premiers de la phase régulière sont qualifiés pour les demi-finales qui se font en matchs aller-retour. L'équipe classée première affronte celle classée quatrième alors que la seconde affronte la troisième. Les deux premières équipes ont l'avantage de recevoir lors du match retour.
|  | Demi-finales               | Demi-finales               |                |          | Finale      | Finale      |
|  | Demi-finales               | Demi-finales               |                |          | Finale      | Finale      |
|  |                            |                            |                |          |             |             |
|  | 7 mai 2022 et 14 mai 2022  | 7 mai 2022 et 14 mai 2022  |                |          | 28 mai 2022 | 28 mai 2022 |
|  | 7 mai 2022 et 14 mai 2022  | 7 mai 2022 et 14 mai 2022  |                |          | 28 mai 2022 | 28 mai 2022 |
|  | Petrarca Rugby             | 16 \| 43                   |                |          | 28 mai 2022 | 28 mai 2022 |
|  | Petrarca Rugby             | 16 \| 43                   |                |          | 28 mai 2022 | 28 mai 2022 |
|  | Rugby Calvisano            | 12 \| 24                   |                |          | 28 mai 2022 | 28 mai 2022 |
|  | Rugby Calvisano            | 12 \| 24                   | Petrarca Rugby | 19       |             |             |
|  | 8 mai 2022 et 15 mai 2022  |                            | Petrarca Rugby | 19       |             |             |
|  |                            | Femi-CZ Rugby Rovigo Delta | 6              |          |             |             |
|  | Femi-CZ Rugby Rovigo Delta | Femi-CZ Rugby Rovigo Delta | 6              | 16 \| 24 |             |             |
|  | Femi-CZ Rugby Rovigo Delta |                            |                | 16 \| 24 |             |             |
|  | Valorugby Emilia           | 9 \| 22                    |                |          |             |             |
|  | Valorugby Emilia           | 9 \| 22                    |                |          |             |             |

## Récompenses
L'ailier de Rugby Colorno, Simone Gesi, est élu meilleur joueur de la saison,.